# Kheïreddine Madoui
Kheïreddine Madoui (arabisch خير الدين مداوي; * 27. März 1977 in Sétif) ist ein algerischer Fußballtrainer und ehemaliger -spieler.

## Karriere

### Als Spieler
Fußballerisch ist Kheïreddine seit langem in seiner Heimatstadt verankert. Dort begann er seine professionelle Karriere 1997 bei der ES Sétif. Lediglich zwischen 2000 und 2002 lief er zwei Spielzeiten lang für CR Belouizdad aus der Hauptstadt Algier auf – allerdings gewann er dort 2001 mit der Meisterschaft seinen einzigen Titel als Spieler. Nach seiner Rückkehr zur ES Sétif musste er 2005 im Alter von nur 28 Jahren infolge einer schweren Beinverletzung seine aktive Karriere beenden.
Mit der U-23-Nationalmannschaft nahm er an den Mittelmeerspielen 1997 im süditalienischen Bari teil und kam am 8. Juni im Spiel gegen die Türkei (2:2) zum Einsatz. Alle drei Partien Algeriens in der Gruppenphase endeten unentschieden, was der Mannschaft nicht für den Einzug ins Halbfinale reichte. Im September des Jahres darauf vertrat er sein Land mit dem Nachwuchsteam beim Arabischen Nationenpokal 1998 in Katar. Er stand bei beiden Spielen gegen den Libanon (0:0) und gegen Saudi-Arabien (0:3) auf dem Platz – mit diesen Ergebnissen scheiterte Algerien abermals in der Gruppenphase. Später absolvierte Kheïreddine zwölf A-Länderspiele (7 × Pflicht, 5 × Freundschaft), in denen er drei Tore erzielen konnte. Sein Debüt gab er am 9. April 2000 gegen die Kap Verden, sein letztes Spiel war am 30. Juni 2001 gegen Namibia.

### Als Trainer
2010 erhielt Kheïreddine Madoui eine Anstellung als Trainerassistent bei ES Sétif. Mit zwei Meisterschaften und einem Pokalsieg verlief dieses Kapitel seiner Karriere erfolgreich. Er diente unter sechs verschiedenen Trainern und amtierte zwischen dem 8. und dem 26. September 2013 zudem als Interimstrainer. Im Zuge der – von vornherein nur für einen kurz befristeten Zeitraum erfolgten – Verpflichtung von Rabah Saâdane als Cheftrainer, wurde Anfang Dezember gleichen Jahres bekanntgegeben, dass Madoui dessen Nachfolger werden solle. Zum 8. Juli 2014 trat Kheïreddine Madoui planmäßig den Posten als Cheftrainer der ES Sétif an.
Madoui übernahm die Mannschaft vor dem vierten Spieltag der Gruppenphase der CAF Champions League 2014. In den verbleibenden Partien gelang es ihm, den zweiten Tabellenplatz zu sichern, was die Qualifikation für das Halbfinale bedeutete. Dort setzte man sich dank der Auswärtstorregel gegen den viermaligen Titelträger TP Mazembe aus der Demokratischen Republik Kongo durch und zog ins Finale ein. Kheïreddine Madoui wurde dadurch zum bislang jüngsten Coach, der ein Team ins Endspiel eines afrikanischen Vereinsfußballwettbewerbes führen konnte. Die beiden Finalspiele gegen die AS Vita Club – ebenfalls aus der DR Kongo – am 26. Oktober und 1. November endeten 2:2 und 1:1. Abermals auf Grund der Auswärtstorregel im Vorteil, gewann die ES Sétif mit der CAF Champions League den wichtigsten afrikanischen Vereinsfußballwettbewerb. Unter dem Eindruck des Triumphes verlängerten Madoui und die Vereinsführung seinen Vertrag am 17. November bis Ende 2017. Gegen al Ahly Kairo – Sieger des CAF Confederation Cup 2014 und mit acht Titeln Rekordsieger der CAF Champions League – sicherte sich die von Madoui trainierte ES Sétif im Stade Mustapha Tchaker der algerischen Stadt Blida zudem am 21. Februar 2015 den CAF Super Cup. Zuvor war er am 8. Januar im nigerianischen Lagos vom Kontinentalverband CAF als Afrikas Trainer des Jahres ausgezeichnet worden – als erster Vereinstrainer seit 2006.
Auf nationaler Ebene allerdings stellten sich die Erfolge zunächst noch nicht ein: Im algerischen Pokalwettbewerb 2014/2015 schied man im April 2015 im Halbfinale gegen den späteren Sieger MO Béjaïa im Elfmeterschießen aus. Am 1. Mai 2015 gab Madoui bekannt, zum Ende der Saison sein Amt aufzugeben. In den Wochen zuvor hatte er sich teilweise massiver Kritik vonseiten einiger Fangruppen ausgesetzt gesehen. Er äußerte, es sei ihm wichtig zu betonen, nicht „für die generellen Probleme der Mannschaft verantwortlich gemacht werden zu wollen.“ Seine Ankündigung ließe der Vereinsführung ausreichend Zeit, einen Nachfolger zu suchen; er selbst wolle sich nach neuen Herausforderungen umschauen. Es gelang ihm noch, mit dem Team die Meisterschaft zu gewinnen.
Entgegen den Ankündigungen Madouis gab die Vereinsführung von Sétif im Juni 2015 bekannt, dass er auch zur Saison 2015/16 Cheftrainer des Teams bleiben werde.

## Erfolge
Als Spieler
- Algerische Meisterschaft: 2000/01

Als Co-Trainer
- Algerische Meisterschaft: 2011/12, 2012/13
- Algerischer Pokal: 2011/12

Als Trainer
- CAF Champions League: 2014
- CAF Super Cup: 2015
- Algerische Meisterschaft: 2014/15
- CAF-Trainer des Jahres: 2014
- CAF-Mannschaft des Jahres: 2014